# Хрест Героям Небесної Сотні та всім борцям за вільну Україну (Колиндяни)
Хрест Героям Небесної Сотні та всім борцям за вільну Україну — монумент у селі Колиндяни Чортківського району Тернопільської області, присвячений Небесній Сотні, воїнам та всім борцям за вільну Україну.

## Історія створення
Ідея вшанування українських вояків у селі Колиндяни у вигляді Хреста Героям Небесної Сотні виникла в жительки села Ганни Дяковської ще у 2014 році. У травні 2016 року вона звернулася до сільської ради з проханням встановити Хрест Небесній Сотні. Депутати підтримали пропозицію та ухвалили рішення встановити монумент у центральній частині села.
Коштами допоміг депутат обласної ради, директор ПАП «Нічлава» Володимир Заліщук та інші жителі села.
18 вересня 2016 року відбулося урочисте освячення пам'ятного знаку. На відкритті монумента були присутні жителі села, депутат ВРУ Олег Барна, голова Колиндянської сільської ради Роман Клапків. Урочисте освячення здійснили оо. Юрій та Богдан.

## Опис
На гранітній плиті, що входить у комплекс меморіалу, вибиті віршовані рядки:
Всі до одного ми повинні пам'ятати,

Хто нас у час важкий на сході захистив,

Щоб знала кожна горем вбита мати,

Що недаремно син життя віддав

## Світлини

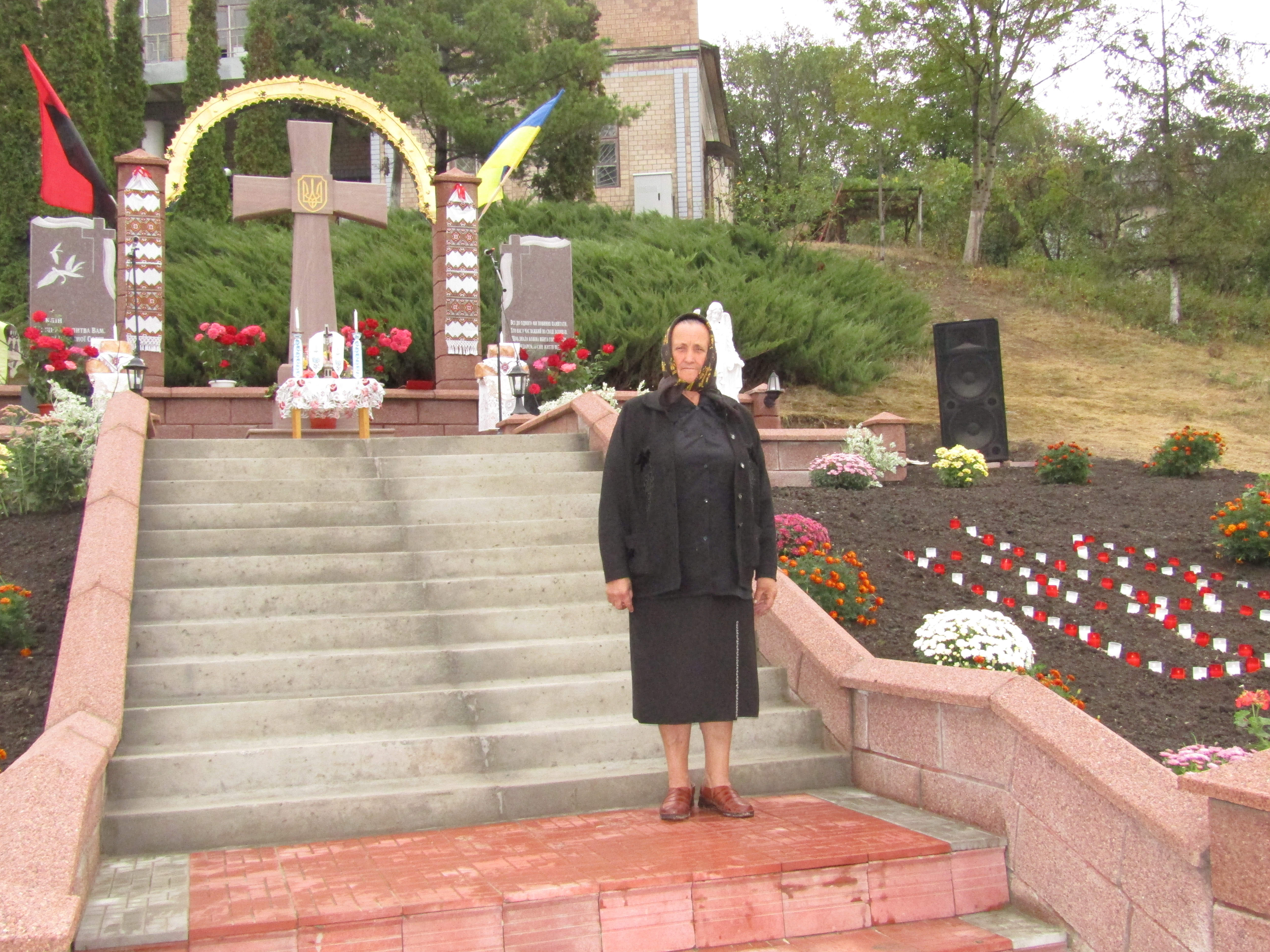
Ганна Дяковська — ініціаторка встановляння Хреста. День посвяти. 18.09.2016
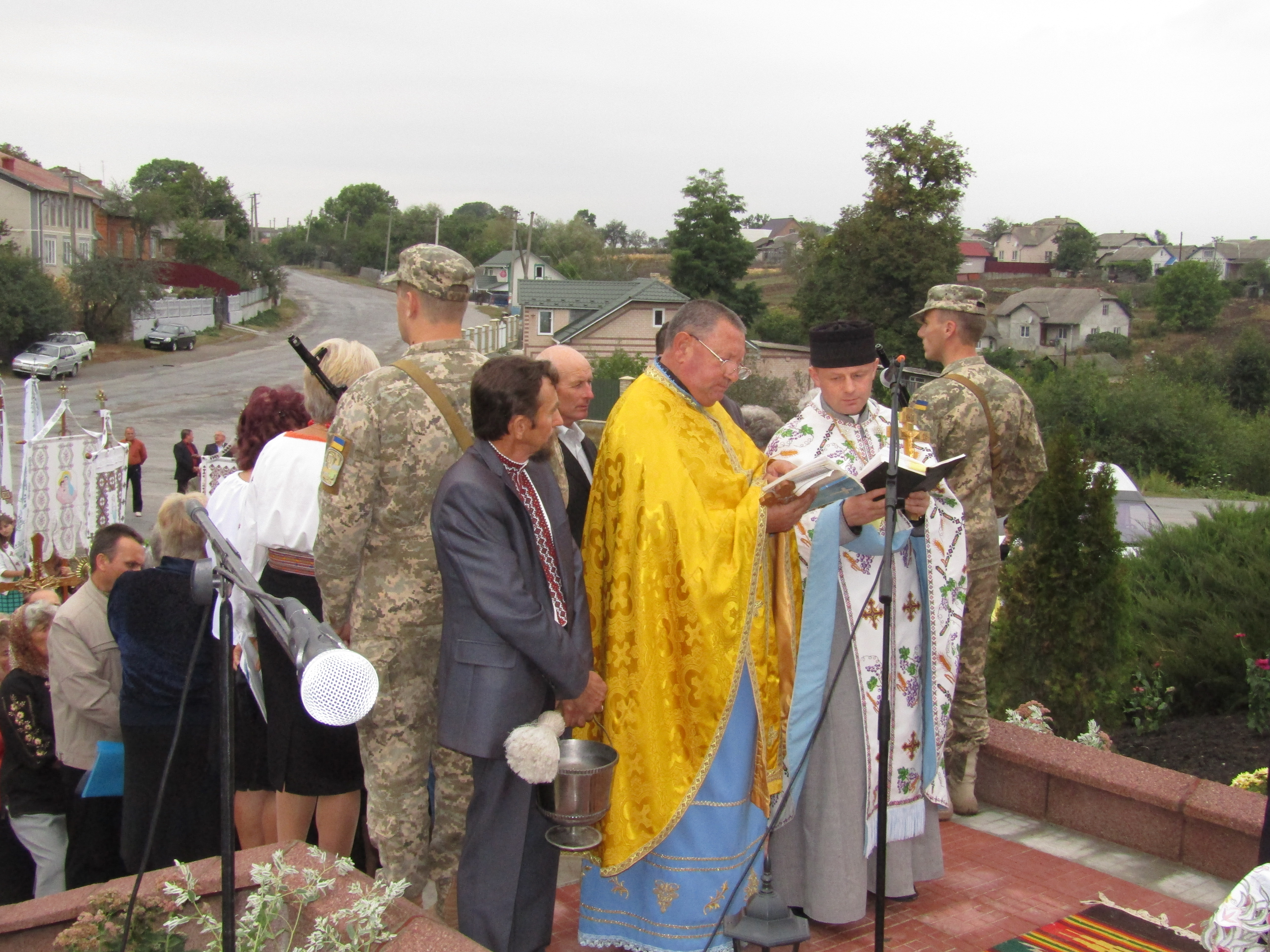
Посвята
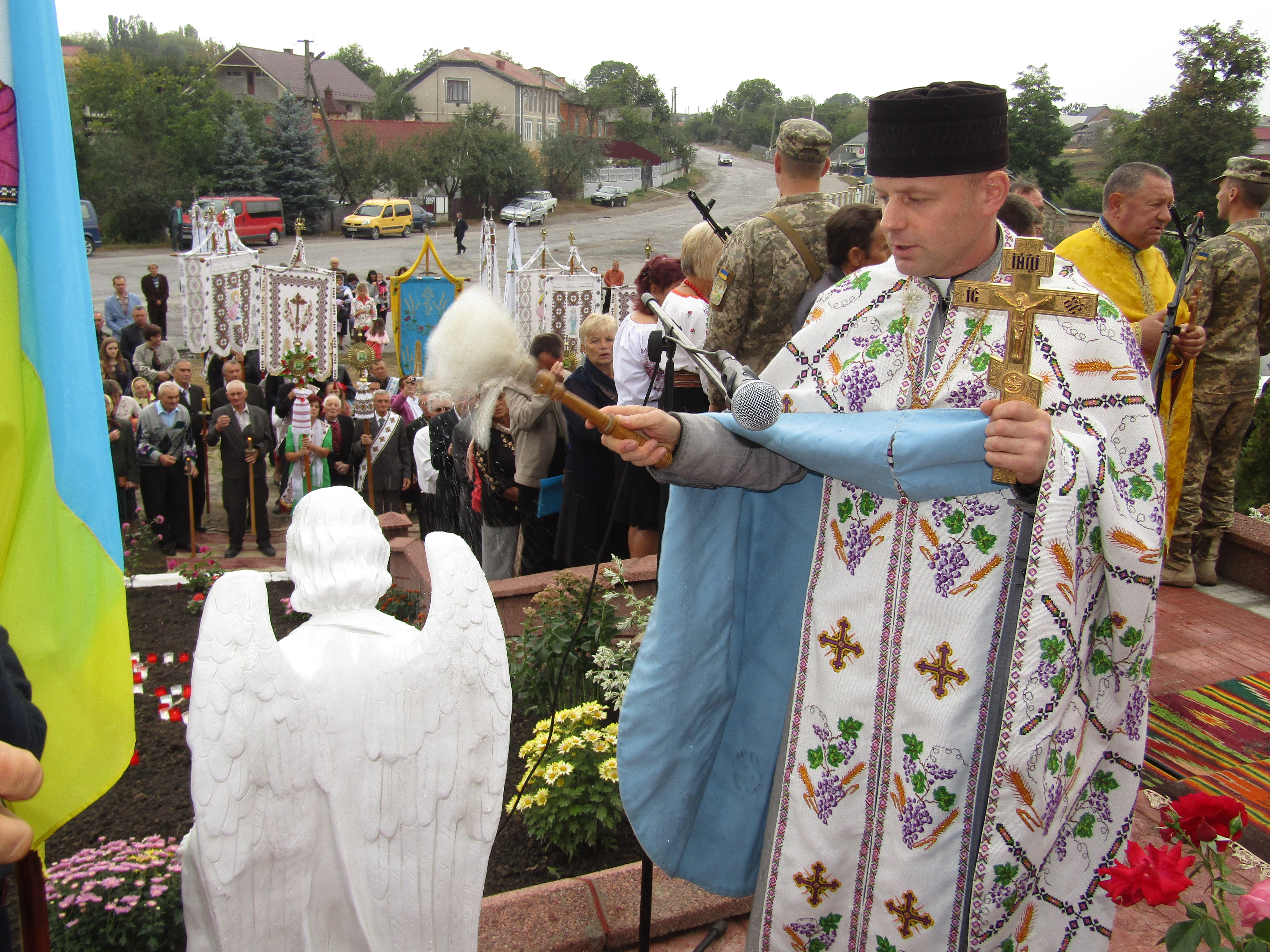
Посвята фігур ангелів